# Soziologie heute
Soziologie heute (eigene Schreibweise: soziologie heute) ist ein populärwissenschaftliches Fachmagazin für Soziologie im deutschsprachigen Raum. Es hat eine Auflage von insgesamt 5000 Stück (Stand: Juni 2010) und erscheint zweimonatlich. Die erste Ausgabe ist im Oktober 2008 erschienen. Herausgeber ist die i-trans-Gesellschaft für Wissenstransfer, die ihren Vereinssitz in Linz (Österreich) hat.